# Cornelius Castoriadis
Cornelius Castoriadis, även känd under pseudonymen Paul Cardan, född 11 mars 1922 i Konstantinopel, död 26 december 1997 i Paris, var en grekisk-fransk ekonom, filosof och socialist. 
Efter ekonomiska, juridiska och filosofiska studier i Aten lämnade han grekiska kommunistpartiet och anslöt sig till en trotskistisk organisation. 1948 bröt han med trotskismen, bosatte sig i Paris och bildade gruppen och tidskriften Socialisme ou Barbarie, där marxismen, byråkratin och den moderna kapitalismen analyserades. Framförallt lyfte han tillsammans med Solidarity och Maurice Brinton fram arbetarrådens självstyre som den sociala och ekonomiska grunden för ett frihetligt socialistiskt samhälle. Arbetarrådet sågs på samma gång som en lösning på direktdemokratins problem och som en lösning på arbetets självförvaltning under socialismen. Hans rådssocialistiska idéer hade ett icke obetydligt inflytande över majrevolten i Frankrike 1968.
Han arbetade som OECD-ekonom i 20 år, utgav ett stort antal böcker under minst fem olika pseudonymer, utformade autonomibegreppet tillsammans med Antonio Negri och var också verksam som psykoanalytiker.

## Doktorsavhandlingen och Paul Ricœur
År 1967 skickade Castoriadis in ett förslag på en doktorsavhandling om filosofihistoria till Paul Ricœur (då vid universitetet i Nanterre). En brevväxling började mellan dem, men Ricœurs åtaganden vid University of Chicago gjorde det omöjligt för dem att samarbeta vid den tiden. Ämnet för hans avhandling skulle vara Le fondement imaginaire du social-historique.

## Senare år
År 1980 blev Castoriadis lärare och utbildningsledare vid École des hautes études en sciences sociales. Han hade valts till forskningsledare där i slutet av 1979 efter att ha skickat in sina tidigare publicerade material tillsammans med en försvarstext av sitt intellektuella projekt. Materialet anslöt till disciplinerna historia och sociologi genom begreppet det socialt imaginära. Hans lärarbana vid institutionen varade i sexton år.
År 1980 avlade han doctorat d'État vid universitetet i Nanterre med avhandlingen L'Élément imaginaire de l'histoire. År 1989 utnämndes han till hedersdoktor i samhällsvetenskap vid Panteionuniversitetet och år 1993 i utbildningsvetenskap vad Demokritosuniversitetet. Castoriadis var även skribent för tidskriften Society and Nature, som grundats av Takis Fotopoulos.
Han avled 1997 av komplikationer efter hjärtkirurgi.